# Caio Vetúrio Cicurino
Caio Vetúrio Cicurino (em latim: Gaius Veturius Cicurinus) foi um político da gente Vetúria nos primeiros anos da República Romana eleito cônsul em 455 a.C. com Tito Romílio Roco Vaticano. 

## Consulado
Caio Vetúrio foi eleito cônsul em 455 a.C. juntamente com Tito Romílio Roco Vaticano.
Seu consulado se iniciou com uma forte dissensão entre os cônsules e os tribunos da plebe por causa da necessidade de um novo alistamento militar. Os tribunos afirmavam que tratava-se de mais uma manobra para impedir a distribuição de terras públicas. No final, era aparente que os plebeus conseguiriam colocar a lei em votação, mas os patrícios se opuseram, impedindo, fisicamente, que as tribos se formassem para a votação ou atrapalhando as atividades dos que tentavam votar. Chegou-se ao ponto de convocar os mais arruaceiros entre os oponentes dos patrícios, que acabaram multados, mas que tiveram as multas pagas por membros de sua classe. A tentativa de colocar a lei em votação foi, porém, interrompida pela notícia de um raide dos équos e de um ataque à cidade aliada de Túsculo.
Os tuscolanos pediram a ajuda dos romanos contra os équos, que os dois cônsules enfrentaram e derrotaram numa batalha, como sempre, perto do monte Álgido. Romílio e Cicurino decidiram vender o butim capturado para re-estabelecer o caixa estatal, fazendo assim mais inimigos entre os plebeus, que constituíam a grande parte do exército, e que esperavam a sua justa parte dos espólios.

## Anos seguintes
No ano seguinte (454 a.C.), foi processado pelo tribuno da plebe Caio Calvo Cicerônio, sob a acusação de haver ilicitamente impedido que o butim fosse dividido entre os soldados e, condenado, foi obrigado a pagar uma pesada multa de 10 000 asses.